# Gliese 3323
Gliese 3323 è una stella nella costellazione dell'Eridano, distante 17,4 anni luce dal sistema solare. Si tratta di una piccola e fredda nana rossa, avente massa e raggio che sono rispettivamente il 16% e il 12% di quelli del Sole, e una temperatura superficiale di poco superiore ai 3000 K.
Nel marzo del 2017, tramite osservazioni con lo spettrografo HARPS effettuate da un gruppo di lavoro dell'ESO, in Cile, sono stati scoperti due esopianeti di tipo roccioso orbitare attorno alla stella,

## Sistema planetario
I pianeti scoperti hanno masse di poco superiori a due volte quella terrestre, sono quindi molto probabilmente di natura rocciosa. Considerando che la zona abitabile del sistema di Gliese 3323 è compresa tra 0,04 e 0,11 UA dalla stella, entrambi i pianeti sembrano essere al di fuori della zona abitabile, con il pianeta più interno che riceve una radiazione 2,5 volte superiore a quella che riceve la Terra dal Sole, e quindi potrebbe risultare troppo caldo per sostenere l'acqua liquida sulla sua superficie. Il pianeta più esterno invece, che riceve mediamente solo il 17% della radiazione che riceve la Terra, percorre un'orbita relativamente eccentrica, e solamente nei pressi del periastro attraversa la parte più esterna della zona abitabile, risultando molto probabilmente troppo freddo per consentire lo sviluppo della vita

### Prospetto del sistema
| Pianeta       | Massa          | Raggio | Periodo orb. | Sem. maggiore | Eccentricità |
| ------------- | -------------- | ------ | ------------ | ------------- | ------------ |
| Gliese 3323 b | 2,02 ± 0,25 M⊕ | -      | 5,3636       | 0,03282       | 0,23         |
| Gliese 3323 c | 2,31 ± 0,50 M⊕ | -      | 40,54        | 0,1264        | 0,17         |